# سنجاب پرنده کوتوله سلانگور
سنجاب پرنده کوتوله سلانگور (نام علمی: Petaurillus kinlochii) نام یک گونه از سرده سنجاب پرنده کوتوله است.